# Bidê
O bidé (português europeu) ou bidê (português brasileiro) é um objeto sanitário, com o formato de um bacia oblonga, para lavagem das partes inferiores do tronco (partes íntimas) assim como os pés, que pode incluir uma pequena ducha, na qual há um misturador para água quente, fria ou ambas que lança, no sentido vertical.
Bidé' é uma palavra que vem do francês, bidet, uma invenção francesa do final do século XVII ou no começo do século XVIII, embora não se saiba exatamente a data e o inventor.
A mais antiga referência escrita de que se tem notícia a respeito do bidé data de 1710.

## Tipos
Há vários tipos, de acordo com o uso; os mais comuns são:
- Oblongo — O mais usado e comum entre os ocidentais.
- Tipo sanita ou japonês  — Muito usado no Japão.
- Com duche misto, frio ou quente.
- Com acessórios, tipo sabonetes líquidos, desodorizantes íntimos.
- De metal, usado em hospitais

## Outras ligações
- "bidê" no Wikcionário

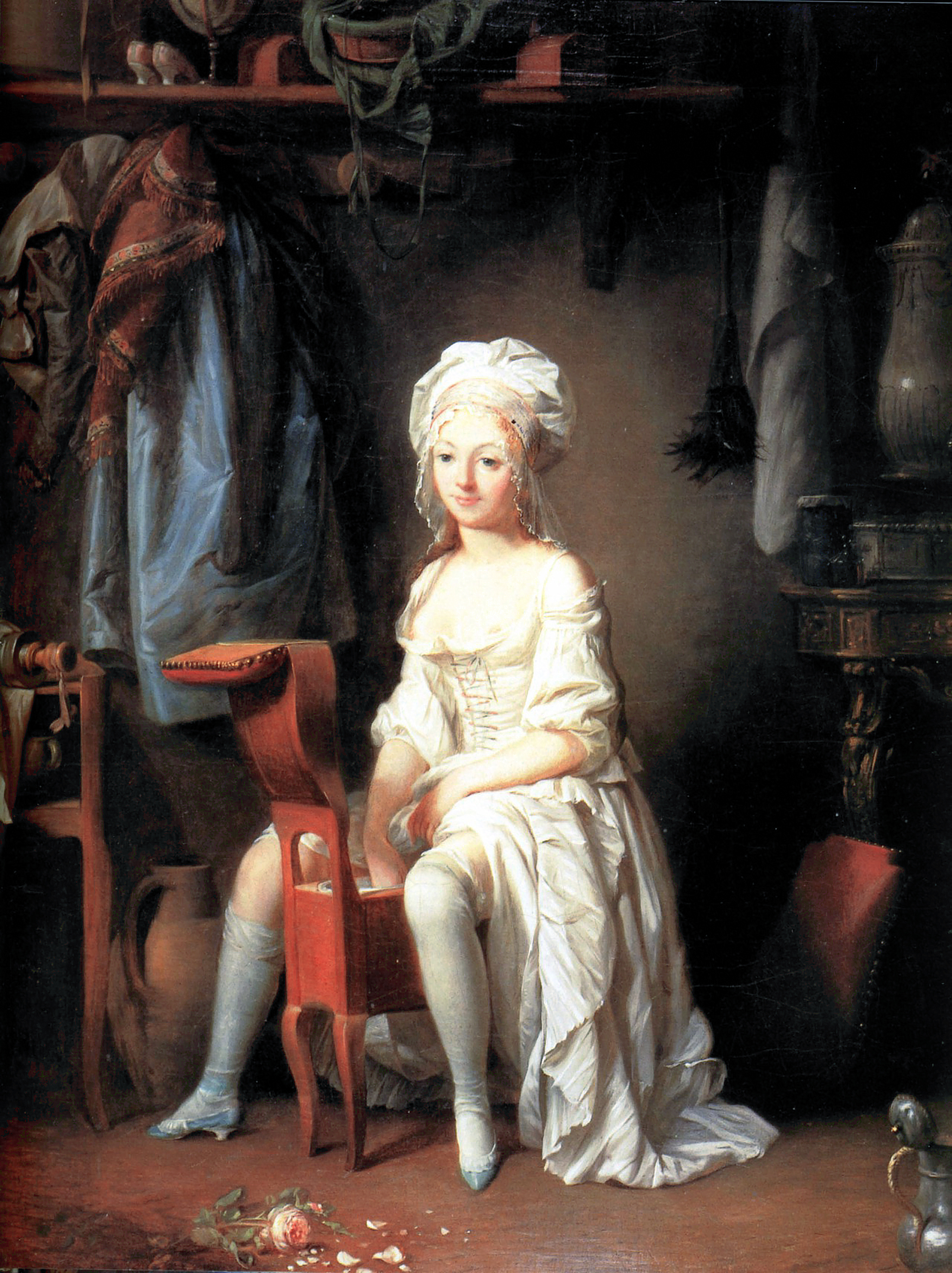
Bidê do século XVIII em uso
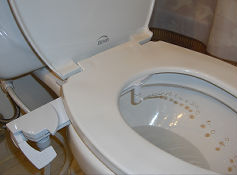
Um bidê complementar
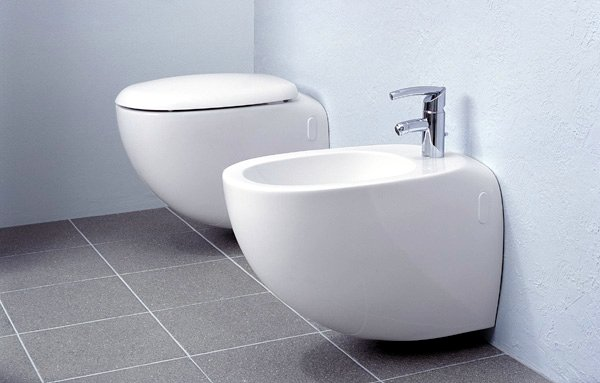
Um bidê moderno